# Rodrigo Cascón
Rodrigo Cascón (Buenos Aires, 27 de marzo de 1980) es un cocinero argentino, egresado del Instituto Argentino de Gastronomía (IAG).

## Biografía
Rodrigo Cascón nació el 27 de marzo de 1980 en la provincia de Buenos Aires.
A los 18 años comenzó su carrera como modelo. Se integró a la agencia de Pancho Dotto y realizó desfiles y campañas publicitarias. También estudió teatro, pero fue gracias a un comercial que Telefé lo llamó para un casting. En 2005 obtuvo su primer espacio en la televisión en el programa Buenos días Argentina. Le siguió Deli S.O.S., en Fashion TV, donde visitaba a famosos de Latinoamérica y les enseñaba a cocinar. En el año 2009 comenzó a conducir, por tres temporadas, Chef a domicilio (versión latinoamericana de Take Home Chef), emitido por Discovery Home & Health.
En 2013 se unió como chef al programa matutino Desayuno americano y más tarde participó en la sección de cocina del programa Informadísimos, emitido por Magazine. El siguiente año volvió a Discovery Home & Health como chef del programa Rápido y sabroso. Luego trabajó como chef en el programa CoCine, por el canal de internet FWTV.

## Televisión
| Año           | Programa                          | Canal                   | Notas                         |
| ------------- | --------------------------------- | ----------------------- | ----------------------------- |
| 2005          | Buenos días Argentina             | Telefe                  | Chef                          |
| 2006-2007     | Delis S.O.S.                      | Fashion TV              | Chef                          |
| 2009-2011     | Chef a Domicilio                  | Discovery Home & Health | Chef/Conducción               |
| 2013          | Informadisimos                    | Magazine                | Chef                          |
| 2013          | Desayuno americano                | América TV              | Chef                          |
| 2014          | Rápido y Sabroso                  | Discovery Home & Health | Chef                          |
| 2014-presente | CoCine                            | FWTV                    | Chef                          |
| 2015-2019     | Morfi, todos a la mesa            | Telefe                  | Chef                          |
| 2016-presente | La peña de Morfi                  | Telefe                  | Chef                          |
| 2020-2022     | Flor de equipo                    | Telefe                  | Chef                          |
| 2022-2023     | A la Barbarossa                   | Telefe                  | Chef                          |
| 2023          | The Challenge Argentina           | Telefe / Paramount+     | Participante - 4.º finalista  |
| 2023          | The Challenge: World Championship | Paramount+              | Participante - 3.er eliminado |